# Робін Вільямс: Зазирни в мою душу
«Робін Вільямс: Зазирни в мою душу» (англ. Robin Williams: Come Inside My Mind) — американський документальний фільм Марини Зинович про життя і творчий шлях відомого американського комедійного актора Робіна Вільямса.

## Синопсис
Фільм розповідає про життя і творчий шлях коміка: його дитинство і підлітковий вік, виступи в клубах, успіх серіалу «Морк і Мінді», проблеми з алкоголем і наркотиками, смерть близького друга, премія «Оскар», світова популярність і важка депресія. Лише близькі знали, який біль ховався за тією маскою, яку Вільямс одягав під час виступів або на знімальному майданчику.
Світова прем'єра фільму відбулась на кінофестивалі «Санденс» у 2018 році. 16 липня 2018 року фільм було показано на телебаченні, на каналі HBO.

## Відгуки
На сайті Rotten Tomatoes фільм отримав позитивний рейтинг 95 %, заснований на 42 відгуках із середнім балом 7,7/10.
Журнал «Variety» описав фільм як «достатньо глибокий, щоб наблизити глядача до блиску і болю Вільямса»